# Mathibe Mohlala
Mathibe Rebecca Mohlala é uma política sul-africana. Ela foi eleita membro do Parlamento na Assembleia Nacional pelo partido Combatentes da Liberdade Económica em 2019.
Desde que se tornou membro do parlamento, ela tem actuado no Comité Permanente de Finanças.